# Фравита (Козенца)
Фравита је насеље у Италији у округу Козенца, региону Калабрија.
Према процени из 2011. у насељу је живело 330 становника. Насеље се налази на надморској висини од 409 м.